# Stella Calloni
Stella Manuela Juliana Calloni Leguizamón, née le 19 juin 1935, est une journaliste d'opinion et écrivaine argentine spécialisée dans la politique internationale, dont les recherches portent sur les dictatures militaires latino-américaines et leurs processus politiques. Ses livres Los años del lobo, la Operación Cóndor (1999) et Operación Cóndor, pacto criminal (2006) regroupent une partie de ses recherches sur l'opération connue sous le nom d’opération Condor.

## Biographie
Stella Calloni naît en 1935 dans la petite ville de Pueblo Leguizamón, dans le département de La Paz, en Argentine. Après des études dans sa province d’origine, elle s'installe à Buenos Aires pour compléter sa formation. Là, elle se lie avec des militants et des intellectuels de gauche tels que Zelmar Michelini, Néstor Taboada Terán et Miguel Ángel Asturias et commence à publier dans des revues telles que Política Internacional et Cristianismo y revolución. Elle publie ses premiers articles de politique internationale lors des élections présidentielles chiliennes de 1970. Durant la dictature civilo-militaire qui dirige l'Argentine de 1976 à 1983, elle s'exile au Mexique et au Panama. Au cours de ces années, elle travaille comme rédactrice du magazine Formato Dieciséis et comme scénariste pour le Grupo Experimental de Cine Universitario, deux média rattachés à l'Université de Panama (es).
Elle contribue au Réseau Voltaire, créé à l'initiative de Thierry Meyssan, écrivain conspirationniste, rédacteur en chef d'El Día Latinoamericano et correspondant en Amérique du Sud pour La Jornada, tous deux basés à Mexico.
Tout au long de sa carrière professionnelle, elle interviewe divers chefs d'État, tels que Fidel Castro, Hugo Chávez, Evo Morales, Luiz Inácio Lula da Silva, Rafael Correa, Daniel Ortega, Salvador Allende, Omar Torrijos, Jimmy Carter, Yasser Arafat, Muammar Khadafi et Felipe González.
Après la parution d'une anthologie regroupant ses poèmes en 2019, elle publie, en 2023, son premier roman La cabeza desaparecida de Pancho Ramírez.

## Influence et héritage
Elle est citée comme source par Michel Collon, essayiste belge considéré par les sociologues Marc Jacquemin et Jérôme Jamin comme complotiste, dans son livre les sept péchés d'Hugo Chavez. La journaliste et documentariste française Marie Monique-Robin reprend également ses travaux dans son essai Escadron de la mort, l'école française paru en 2015.

## Récompenses et hommages
Elle reçoit, début 2008, la médaille de l’Ordre de l’indépendance culturelle Rubén Darío,, récompense décernée par le président de la république du Nicaragua Daniel Ortega. Ses liens privilégiés avec le Nicaragua lui valent d'être reçue par l'ambassadeur de ce pays en poste à Buenos Aires en mai 2022, lequel lui transmet « les salutations fraternelles du gouvernement sandiniste, présidé par le commandant Daniel Ortega et la vice-présidente Rosario Murillo ».
Elle est également proche de Fidel Castro qui écrit à son sujet en novembre 2008 « Je crois bien plus aux vérités de Stella Calloni qu’aux mensonges cyniques de Bush », après lui avoir décerné en 1986, le prix du journalisme José Marti.
La faculté de journalisme et de communication sociale de l'université nationale de La Plata lui décerne en 2012 le prix Rodolfo Walsh,. Le prix nobel de la paix et témoin de la cérémonie Adolfo Pérez Esquivel déclare à ce sujet être « ravi d'apprendre que [ce] prix lui a été décerné. » . En 2022, elle a été honorée avec 14 autres professionnelles des médias par le collectif des femmes journalistes argentines, en tant que référence et source d'inspiration. Cette reconnaissance lui a été décernée le 8 mars, Journée internationale des femmes.
En 2020, sa biographie paraît aux éditions Ciccus. L'une de ses biographes, la professeure argentine et docteure en communication Mariana Baranchuk, déclare à son sujet « Stella est la principale, et si ce n'est pas la principale, c'est l'une des principales journalistes argentines peu connues et également une grande poétesse. Je pense clairement que si l'on devait établir un parallèle, il faudrait le faire avec  Walsh et Urondo, sauf que dans le cas de Stella, elle a eu deux raisons de ne pas atteindre cette notoriété. D'une part, le fait d'être une femme et d'autre part, le fait de rester en vie. ».

## Publications

### Essais politiques
- (es)  Baltazar Garzón Real (dir.), Stella Calloni (Coordinatrice) et Grégoire Champenois (Coordinateur et archiviste), Operation condor : 40 años después, Ediciones Infojus, octobre 2015 (ISBN 978-987-3720-42-0, lire en ligne)

### Autres écrits (fictions et poésie)
- (es) Stella Calloni, El hombre que fue yacaré (Nouvelle), Punto de Encuentro, 2011, 2e éd. (1re éd. vers 1998), 93 p. (ISBN 978-987-26014-7-8, présentation en ligne)

- (es) Stella Calloni, Donde baila la tierra - Antología poética, Ediciones Contiente, avril 2019, 120 p. (ISBN 978-950-754-652-5)
- (es) Stella Calloni, La cabeza desaparecida de Pancho Ramírez (Roman historique), 26 avril 2023, 256 p. (ISBN 9789507547577, présentation en ligne)